# Hina Rabbani Khar

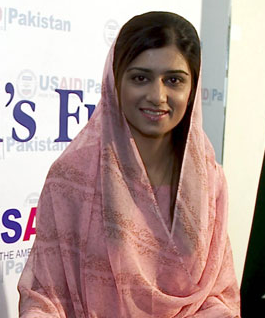
Hina Rabbani Khar

Hina Rabbani Khar (Urdu: حنا ربانی کھر , nascida em 19 de Janeiro de 1977 em Multan) é uma política paquistanesa e Ministra das Relações Exteriores desde 20 de Julho de 2011. É a mais jovem mulher a ocupar este posto no Paquistão.